# تپه علوی
تپه خرگوشان مربوط به دوره اشکانیان است و در جنوب لیلان، ضلع شرق قلعه بختک واقع شده و این اثر در تاریخ ۴ خرداد ۱۳۸۴ با شمارهٔ ثبت ۱۱۷۷۱ به‌عنوان یکی از آثار ملی ایران به ثبت رسیده است.